# خانه‌خراب
خانه‌خراب فیلمی به کارگردانی نصرت‌الله کریمی و نویسندگی نصرت‌الله کریمی و احمد جنتی محصول سال ۱۳۵۴ است.

## داستان
مرد کارمندی با اصرار همسر و فرزندانش اقدام به فروش خانه پدری خود و خرید یک قطعه زمین برای ساخت یک ساختمان نو می‌کند، اما در میانه کار برای تأمین مالی پروژه دچار مشکل می‌شود و …

## بازیگران
- نصرت‌الله کریمی
- مرتضی احمدی
- شهلا ریاحی
- ژاله سام
- محمد کلاهدوزان
- شری (شهین رضایی)
- شیوا
- زانیچ
- دانایی
- مارکاریان
- رفیع حالتی
- محمد ورشوچی
- صالحی
- شهیار قنبری
- محسن مهدوی
- حسن باقری
- دلکش
- جمیله شیخی
- حسین خانی
- احمد بخشی
- فرهاد حمیدی
- ابروفراخ
- مستانه
- رضا حاجیان
- کریم نشاط
- غلام
- نعیمی
- بابایی
- اسفندیار ماوندادی
- کاظم تهرانچی
- کریم
- جبار
- چنگیز
- لاله
- جمالیان
- اربابی
- رمضان
- نوروزی
- ناصر علی‌زاده
- منصوری
- حسین‌زاده
- شفیعی
- تیموری
- محسن
- همایون
- رشیدیان
- قدیر
- بهرامی